# Tolantongo
Tolantongo egy mexikói fürdőhely. 

## Megközelítés
A Mexikóvárostól északra, 94 km távolságra levő Pachucából két lehetőség van megközelíteni az onnan 76 km-re található helyszínt:
- Actopan felé a 85-ös uton és Ixmiquilpannál áttérni a 37-es útra Cardonal és Tolantongo felé,

- A 105-ös uton a természetvédelmi terület szélén haladva áttérni a 37-es útra Metztitlán és Tolantongo felé.

## Leírás
A népszerű nevén Grutas Tolantongóként ismert hely üdülést, pihenést kínál csodálatos egzotikus vidékkel. A grutas spanyol szó jelentése „barlangok”, míg a Tolantongo szó eredete és jelentése ismeretlen, bár van olyan feltételezés, miszerint a navatl nyelvből származik, és „hely, ahol meleg érződik” jelentésű.
Az üdülőhely páratlan látványossággal szolgál. Egy kanyonban épült ki, felhasználva a természet adta lehetőségeket. Barlangfürdő és sok-sok medence található a hegy belsejében valamint a hegyoldalban. A fürdőhelyet körbevevő hegyek vulkanikus eredetűek. A folyó különös türkiz színét a mészkőből álló medernek köszönheti. A források melegvízűek (kb. 35 °C) és hasznos ásványi vegyületeket tartalmaznak, amelyek fürdés közben felszívódnak a szükséges mértékben. A fürdőhelyen többféle kezelést kaphat az arra vágyódó fürdővendég.
A hely az 1970-es évekig szinte teljesen ismeretlen volt, az a néhány látogató pedig, aki ide érkezett, a kiépített utak hiánya miatt kénytelen volt lóháton megközelíteni a helyszínt. Később azonban jelentős infrastrukturális fejlesztések történtek, így Tolantongo az idő múlásával egyre ismertebbé és népszerűbbé vált, ma már évente több ezer bel- és külföldi turista látogatja.